# 데이비드 헤이먼
데이비드 헤이먼(영어: David Heyman, 1961년 7월 26일 ~ )은 잉글랜드의 영화 제작자이자 자신의 이름을 딴 헤이데이 필름스의 창업자이다. 1999년 해리 포터 (영화 시리즈) 영화화 판권을 얻은 후 2001년부터 2011년까지 총 8편의 해리 포터 영화를 제작했다. 2013년 그래비티 (영화)로 아카데미 작품상에 노미네이트되고 영국 영화 텔레비전 예술 아카데미 최우수 작품상을 수상했다.

## 제작 작품 목록
- 돌아온 이탈자 2(1992)
- 스피드 업(1994)
- 블러드 솔저(1999)
- 해리 포터와 마법사의 돌(2001)
- 해리 포터와 비밀의 방(2002)
- 해리 포터와 아즈카반의 죄수(2004)
- 해리 포터와 불의 잔(2005)
- 해리 포터와 불사조 기사단(2007)
- 나는 전설이다(2007)
- 줄무늬 파자마를 입은 소년(2008)
- 거기 누구 있나요? Is Anybody There? (2008)
- 예스맨(2008)
- 해리 포터와 혼혈 왕자(2009)
- 해리 포터와 죽음의 성물 1부(2010)
- 해리 포터와 죽음의 성물 2부(2011)
- 그래비티(2013)
- 청춘의 증언(2014)
- 패딩턴(2014)
- 파도가 지나간 자리(2016)
- 신비한 동물사전(2016)
- 패딩턴 2(2017)
- 신비한 동물들과 그린델왈드의 범죄(2018)
- 원스 어폰 어 타임... 인 할리우드(2019)
- 결혼 이야기(2019)
- 시크릿 가든(2020)
- 신비한 동물들과 덤블도어의 비밀(2022)
- 화이트 노이즈(2022)
- 바비(2023)
- 웡카(2023)